# I Don't Feel at Home in This World Anymore
Pour plus de détails, voir Fiche technique et Distribution.
I Don't Feel at Home in This World Anymore est un film dramatique américain écrit et réalisé par Macon Blair et dont la première mondiale a eu lieu le 19 janvier 2017 au festival du film de Sundance où il remporte le Grand prix du jury.
Premier long métrage du réalisateur, le film met en scène Melanie Lynskey, Elijah Wood, David Yow, Jane Levy et Devon Graye.

## Synopsis
Ruth Kimke, infirmière peu sûre d'elle et dépressive, voit sa vie bouleversée lorsqu’elle est victime d'un cambriolage dans sa maison. Devant l'inactivité de la police à enquêter, elle trouve un sens à sa vie en se lançant dans une enquête. Dans sa tâche, elle est aidée par son voisin Tony, fan de heavy metal et maniant le nunchaku et l'étoile de ninja, avec lequel elle va se lier d'amitié, afin de retrouver les cambrioleurs.

## Fiche technique
- Titre original et français : I Don't Feel at Home in This World Anymore
- Réalisation et scénario : Macon Blair
- Photographie : Larkin Seiple
- Montage : Tomas Vengris
- Musique : Brooke Blair, Will Blair
- Sociétés de production : Film Science et XYZ Films
- Sociétés de distribution : Netflix
- Pays d'origine : États-Unis
- Langue originale : anglais
- Format : couleur
- Genre : comédie dramatique, policier, thriller
- Durée : 93 minutes
- Dates de sortie : 
  -  États-Unis : 19 janvier 2017 (Festival du film de Sundance)
  -  Mondial : 24 février 2017 sur Netflix

## Distribution
- Melanie Lynskey (VF : Natacha Muller) : Ruth Kimke
- Elijah Wood (VF : Alexandre Gillet) : Tony
- David Yow (VF : Thierry Gondet) : Marshall
- Jane Levy (VF : Adeline Germaneau) : Dez
- Devon Graye : Christian
- Christine Woods (VF : Julie Dumas) : Meredith
- Robert Longstreet : Chris Rumack
- Derek Mears : Donkey Dick
- Gary Anthony Williams (VF : Guillaume Orsat) : Det. William Bendix
- Macon Blair : le client du bar
- Taylor Tunes : Watermelon Girl
- Myron Natwick (VF : Mathieu Rivolier) : Killer Sills
- Jason Manuel Olazabal : Cesar
- Jana Lee Hamblin : Trixie
- Dana Millican : Giggles
- Lee Eddy (en) : Angie
- P.E. Ingraham : Detective
- J.J. Green : Push-Ups
- Maxwell Hamilton : Smoker
- Ray Buckley : Sunglasses At Night
- Chris Sharp : Party Husband
- Michelle Moreno : Jana Huff
- Audrey Walker : Party Wife
- Matt Orduna : Dan
- Jeb Berrier : Gearhead
- Sasha Dadvar : EMT
- Wrick Jones : Yogurt Man
- Sharae Foxie : Young Mother
- Robin Blair : Grandma Sally
- Kayla Dixon : Redhead
- Maryanne Cummings : Churchgoer
- William Sydnor Blair : Minister (comme Bill Blair)
- Joseph Mueller : Detective (non crédité)

Version française
- Studio de doublage : VSI Paris
- Direction artistique : Ivana Coppola
- Adaptation : Régis Ecosse

 Source et légende : version française (VF) sur RS Doublage et AlloDoublage